# Ismar David
Ismar David est un graphiste, illustrateur, calligraphe et créateur de caractères juif-allemand, né à Breslau (aujourd’hui Wrocław en Pologne) le 27 aout 1910 et mort le 26 février 1996 à New York.

## Œuvres
- (en) Our calligraphic heritage : The Geyer Studio writing book, New-York, Geyer Studio, 1979, 37 p. (ISBN 0-9602300-1-7 et 9780960230013, présentation en ligne)
- The Hebrew letter : Calligraphic variations, Jason Aronson Inc. Publishers, 1990, 86 p. (ISBN 0-87668-803-2 et 978-0876688038)